# What Do I Have to Do
A What Do I Have to Do című dal az ausztrál énekes-dalszerző Kylie Minogue 1991. január 21-én megjelent kislemeze harmadik Rhythm of Love stúdióalbumáról. A dalt a Stock Aitken Waterman írta. Eredetileg a Better the Devil You Know kislemez után tervezték kiadni, de ehelyett a Step Back in Time-ra esett a választás, így csak harmadik kislemezként jelent meg a PWL és Mushroom kiadó gondozásában. A dal pozitív értékelést kapott a zenekritikusoktól, akik szerint a dal egy instant rave klasszikus. A dalhoz tartozó klipen Dave Hogan rendezte. 
A dal a 11. helyezést érte el szülőhazájában Ausztráliában. Az Egyesült Királyságban viszont a 6. helyre került, és sikeres volt, azonban nem jutott be a legjobb öt közé. A dal Franciaországban, és Hollandiában is sikeres volt. Az NME 1991 harmincadik legjobb dalának választotta.
Minogue a dalt 1994-ben előadta a Sydney Meleg és Leszbikus Mardi Gras rendezvényen, ahol debütált a dal. A dal a legtöbb koncertturnén is elhangzott, beleértve a Rhythm of Love Tour turnét és a Let’s Get to It Tour turnét is. De szerepelt az Intimate and Live és a Showgirl: The Greatest Hits turnén és a Homecomint Tour turnén is. Legutóbb az Aphrodite világkörüli turnén hangzott el a dal. 

## Előzmények
A dalt a producerek a Rave és Techno zenei stílusok növekvő népszerűségére alkották meg az Egyesült Királyságban. A dalt a Together együttes "Hardcore Uproar" című dala ihlett. A nehezebb tánchangok felé való elmozdulás némi feszültséget, és elégedetlenséget okozott, és Mike Stock pedig kényelmetlenül érezte magát a hagyományos popdaloktól való elmozdulás miatt.
A dalnak három hivatalos promóciós változata van. A korai, kiadatlan első változat szintetizátor-orientált, és többrétegű énekhanggal rendelkezik. A szintetizátor nagy része kimaradt, a dobok, a basszusgitár és az ének pedig tompításra került a második album verzióhoz képest. A harmadik változat a 7" Mix egy újabb dobot, és többrétegű éneket tartalmaz a refrénben, és sokkal kevésbé támaszkodik a szintetizátorokra, mint az albumverzió. Adal ezen verziója Sam Kinison amerikai komikus mintáit is tartalmazza, és felhasználták az Egyesült Királyságban a 7 inches limitált kiadású kislemezhez is.
Eredeetileg a "What Do I Have to Do"-t a "Better the Devil You Know" következő kislemezeként tervezték kiadni, azonban az album harmadik kislemezeként jelent meg. A dalt újrakeverték a kislemez megjelenéshez. Az 1999-es Girl Next Door életrajzi könyv ennek a dalnak az élő előadását választotta Kylie kedvencének.
A lemezborítót Robert Erdmann fényképezte, és eredetileg az I-D Magazin fotózására készítették. A fényképet személyesen Minogue választotta ki a borítóra.  

## Kritikák
A "What Do I Have to Do" című dalra számos zenekritikus pozitív értékelést adott. Jason Shawahn azt mondta, hogy a dal, valamint a Better the Devil You Know és a Wouldn’t Change a Thing nem semmi zeneszámok, egyszerűen pop remekművek. Quentin Harrison az Allmusic munkatársa "pazar elektropop"-ként jellemezte, és hozzátette, hogy Ian Curnow és Phil Harding "étvágygerjesztő, de könnyen elérhető house szeszébe dolgozták át, amely kiemeli a kislemez ütemét, és Minogue rugalmas énekhangja közötti egységet. Chris True szintén az AllMusic-tól kiemelte az album többi dalai közül a zeneszámot. Eleanor Levy a Record Mirrortól érettebbnek, Hi-NRG stílusúnak amolyan Bronski Beat-osnak nevezte. Hozzátette: "Egyszerűbb ritmus, mint formulapop dal, amely inkább kiszámíthatóan pezseg, mint szikrázik, de Kylie folyton megnyúló pereméhez hasonlóan kétségtelenül nőni fog. Caroline Sullivan a Smash Hits-től szupernek nevezte, és úgy érezte, hogy a dal látja a visszatérést a megnyugtató régi Kylie hangzáshoz. Jonathan Bernstein a Spin-től egy "kiütött" pop-kislemezként tekintett rá. Mark Edwards a Stylus magazintól az Ultimate Kylie-ról írt, és csak pozitív megjegyzést fűzött hozzá. A Shocked és a Give Me Just a Little More Time szintén nagyszerű dalok voltak, és Kylie hirtelen kicsit menő lett. 2017-ben Christian Guiltenanne a brit Attitude magazin szerint Kylie legjobb PWL dala és videója.

## Slágerlistás helyezések
A "What Do I Have to Do" a 27. helyen debütált az ausztrál kislemezlistán, egészen addig amíg a 11. helyig nem jutott, és ott is maradt két egymást követő hétig. A dal a holland kislemezlista 92. helyen debütált a Top 40-es listán, mígnem egy hétig a 81. helyen állt. A dal a francia kislemezlista 50. helyezettje volt. 

## Hatása és öröksége
Az NME 1991 decemberében a "What Do I Have to Do"-t a 30. helyre sorolta az "Év kislemezei" listáján.
Nicky Holloway angol DJ és producer a "What Do I Have to Do"-t választotta a 10 legjobb bakelit lemezei közé 1996-ban, mondván: "Annyira jól szórakoztam ezekben az években, nem fogod fel, hogy mit csinálsz. Addig táncolok, míg nem késő abbahagyni. A dalnak hosszú bevezetője van, így az emberek simán eltáncolnak rajta, és nem veszik észre, hogy Kylie Minogue az, aki énekel.
2020-ban Alexis Petridis, a The Guardian brit napilag munkatársa a 12. helyre sorolta a dalt Kylie 30 legjobb kislemezeinek listáján, hozzátéve, hogy nagyszerű, szégyentelenül pop-arcu italo-house dal. 2023-ban ugyanebben az újságban a dalt a 7. helyre sorolta a Stock Aitken Waterman által komponált 20 legjobb dalának listáján. Elmondta, hogy a szerzőtrió megfelelt a kihívásnak, és jobb dallal, egy hippeer, kevésbé általános dallal álltak elő. 2023-ban Robert Moran, a The Sydney Morning Herald ausztrál bulvárlapja Minogue 32. legjobb dala közé sorolta a dalt a 183-ból, dicsérve az énekesnő 90-es évek brit Acid house-jának felemelkedését.

## Videoklip

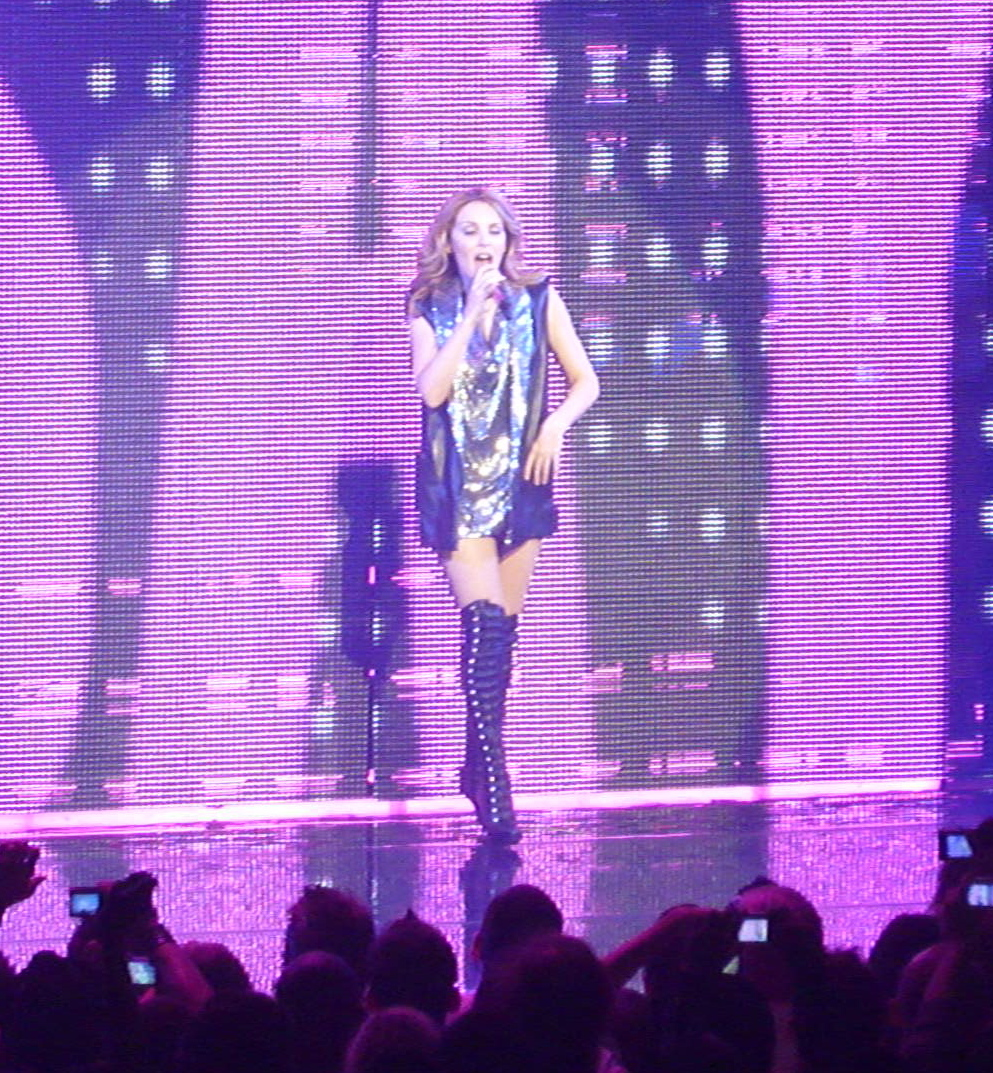
Minogue előadja a dalt a For You For Me Tour keretein belül 2009-ben.

A dalhoz tartozó klipet Dave Hogan rendezte, aki azt mondja, hogy úgy ajánlották fel neki a megbízást, hogy nem neki kellett ötletelnie. Minogue-val később megegyeztek a projekt vizuális stílusában, miután megosztották egymással a lelkesedésüket a Vogue Italia egyik fotója iránt. A videót két napon át forgatták, négy helyszínen, köztük egy magánház fedett uszodájában. A videóban látható ruhákat David Thomas stylist biztosította, kivéve egy vintage ruhát, amelyet Minogue maga készített.  
Ezzel a videoval kapcsolatban Minogue-t idézik, aki azt mondta: "Hány Hollywoodi sztárnak tudtok kinézni három és fél perc alatt". Húga Dannii Minogue is feltűnik a klipben. A klip táncjelent klipjeivel kezdődik, amelyekben Minogue kibújik az úszómedencéből, és szerelme meglátja amint egy másik férfival flörtöl. A szerelmet Zane O'Donnel játssza, ugyanaz a modell, aki Minogue következő kislemezének a Shocked-nek is a videójában szerepelt.
A videóklip nagy fogadtatásban részesült az MTV Europe zenecsatornán. A Greatest Hits DVD áttekintése közben John Galilee azt mondta: "A legfelháborítóbb, de a legnagyszerűbb videós pillanata az, amikor bizonyos filmsztárokat parodizál ki a klipben, és az erőteljes smink miatt majdnem kiérdemli magának a drag-queen Kylie címet. A klipben húga Dannii is látható a klipben, aki szőke parókát visel.

## Formátum és számlista
Ezek a "What Do I Have to Do" nagyobb kislemez-kiadásainak formátumai és számlistái.
| - 7" inch kislemez 1. "What Do I Have to Do" (7" Mix) – 3:32 2. "What Do I Have to Do" (Instrumental) – 3:48 - 12" bakelit 1. "What Do I Have to Do" (Pumpin' Mix) – 7:48 2. "What Do I Have to Do" (Extended Instrumental) – 5:08 - CD single 1. "What Do I Have to Do" (7" Mix) – 3:32 2. "What Do I Have to Do" (Pumpin' Mix) – 7:48 3. "What Do I Have to Do" (Extended Instrumental) – 5:08 - iTunes Digital EP – Remixes (Az eredeti kiadás időpontjában nem elérhető. 2009-ben jelent meg először az iTunes PWL archív kiadásának részeként) 1. "What Do I Have to Do" (12" Instrumental) 2. "What Do I Have to Do" (7" Mix) 3. "What Do I Have to Do" (7" Backing Track) 4. "What Do I Have to Do" (7" Instrumental) 5. "What Do I Have to Do" (Album Backing Track) 6. "What Do I Have to Do" (Album Instrumental) 7. "What Do I Have to Do" (Between the Sheets Mix) 8. "What Do I Have to Do" (Extended Album Mix) 9. "What Do I Have to Do" (Movers & Shakers 12" Backing Track) 10. "What Do I Have to Do" (Movers & Shakers 12" Instrumental) 11. "What Do I Have to Do" (Movers & Shakers 7" Backing Track) 12. "What Do I Have to Do" (Movers & Shakers 7" Instrumental) 13. "What Do I Have to Do" (Movers & Shakers 7" Mix) 14. "What Do I Have to Do" (Movers & Shakers 12" Mix) 15. "What Do I Have to Do" (Movers & Shakers Do the Dub) 16. "What Do I Have to Do" (Pumpin' Mix) | - iTunes Digital EP – The Original Synth Mixes (released 8 November 2010) 1. "What Do I Have to Do" (Billy The Fish Mix: Part I) 3:44 2. "What Do I Have to Do" (Billy The Fish Mix: Part II) 7:30 3. "What Do I Have to Do" (Original 12" Mix) 7:09 4. "What Do I Have to Do" (Extended Album Mix II) 8:42 - iTunes Digital EP – What Do I Have to Do? 1. "What Do I Have to Do" (7" Mix) — 3:33 2. "What Do I Have to Do" (Pumpin' Mix) — 7:47 3. "What Do I Have to Do" (Extended Album Mix) — 8:07 4. "What Do I Have to Do" (7" Instrumental) — 3:33 5. "What Do I Have to Do" (Extended Instrumental) — 5:07 6. "What Do I Have to Do" (7" Backing Track) — 3:33 7. "What Do I Have to Do" (Album Instrumental) — 3:43 8. "What Do I Have to Do" (Album Backing Track) — 3:43 9. "Things Can Only Get Better" (Album Instrumental) — 3:55 10. "Things Can Only Get Better" (Album Backing Track) — 3:55 |

## Élő előadások
Minogue az alábbi koncerteken és fellépéseken adta elő a dalt:
- Rhythm of Love Tour
- Let’s Get to It Tour
- Intimate and Live Tour
- On a Night Like This Tour
- Showgirl: The Greatest Hits Tour (a "Smiley Kylie Medley" részeként)
- Showgirl: The Homecoming Tour (az "Everything Taboo Medley" részeként)
- For You, for Me (az "Everything Taboo Medley" részeként)
- Aphrodite: Les Folies Tour
- Summer 2019

A dalt előadta továbbá:
- An Audience with Kylie Minogue 2001 TV special, egy slágeregyveleg részeként.

## Slágerlista
| Slágerlista (1991)                    | Legjobb helyezések |
| ------------------------------------- | ------------------ |
| Ausztrália (ARIA)                     | 11                 |
| Belgium (Ultratop 50 Flanders)        | 15                 |
| Europe (Eurochart Hot 100)            | 24                 |
| Finland (Suomen virallinen lista)     | 10                 |
| Franciaország (Single Top 100)        | 50                 |
| Németország (Media Control Charts)    | 48                 |
| Iceland (Íslenski Listinn Topp 10)    | 6                  |
| Írország (IRMA)                       | 7                  |
| Hollandia (Single Top 100)            | 81                 |
| Egyesült Királyság (UK Singles Chart) | 6                  |
| UK Dance (Music Week)                 | 49                 |

| Slágerlista (1991)          | Helyezések |
| --------------------------- | ---------- |
| Australia (ARIA)            | 90         |
| Europe (European Hit Radio) | 76         |
| UK Singles (OCC)            | 74         |